# Bandari FC
Bandari Football Club w skrócie Bandari FC – kenijski klub piłkarski grający w kenijskiej pierwszej lidze, mający siedzibę w mieście Mombasa.

## Sukcesy
- Puchar Kenii[1]:
  - zwycięstwo (1): 2015.

- Superpuchar Kenii[1]:
  - zwycięstwo (1): 2016.

## Występy w afrykańskich pucharach
| Sezon     | Rozgrywki           | Runda    | Kraj                          | Klub                 | Dom | Wyjazd | Dwumecz |
| --------- | ------------------- | -------- | ----------------------------- | -------------------- | --- | ------ | ------- |
| 2016      | Puchar Konfederacji | wstępna  | Demokratyczna Republika Konga | FC Saint Eloi Lupopo | 1–1 | 0–2    | 1–3     |
| 2019/2020 | Puchar Konfederacji | wstępna  | Sudan                         | Al-Ahly Szandi       | 0–0 | 1–1    | 1–1     |
| 2019/2020 | Puchar Konfederacji | 1        | Tunezja                       | US Ben Guerdane      | 2–0 | 1–2    | 3–2     |
| 2019/2020 | Puchar Konfederacji | play-off | Gwinea                        | Horoya AC            | 0–1 | 2–4    | 2–5     |

## Stadion
Domowe mecze klub rozgrywa na stadionie o nazwie Mbaraki Sports Club w Mombasie. Stadion może pomieścić 3000 widzów.

## Reprezentanci kraju grający w klubie od 2010 roku
Stan na styczeń 2023.
| - Hassan Abdallah - Noah Abich - Collins Agade - Enoch Agwanda - Kepha Aswani - John Avire - Danson Chetambe - Anthony Dafaa - David Gateri - Lucas Indeche - Masoud Juma - Yusuf Juma - Wycliffe Kasaya - Jacob Keli - Anthony Kimani - David King’atua - Ibrahim Kitawi - Edwin Lavatsa - John Macharia - Victor Majid - Evans Maliach - Bernard Mangoli - Nicholas Meja - Darius Msagha - Moses Mudavadi | - Musa Mudde - Andrew Murunga - John Ndirangu - Wilson Obungu - Wycliffe Ochomo - Fred Ojwang - Aboud Omar - Abdulatif Omar - Patilah Omoto - Joshua Oyoo - Faruk Shikhalo - Edwin Wafula - Anthony Wambani - Evans Wandera - Shasiri Nahimana - Justin Ndikumana - Mohamed Banka - Abdallah Hamisi - Ivo Mapunda - Meshack Abel Mwankina - David Nafatali - George Abege - Dan Sserunkuma - William Wadri |